# Nuala Fennell
Nuala Fennell (* 25. November 1935 in Dublin; † 11. August 2009 ebenda) war eine irische Aktivistin für Frauenrechte, Politikerin und Unternehmerin.
Fennell engagierte sich in den 1970er-Jahren für die Rechte verlassener und misshandelter Frauen und war 1972 ein Gründungsmitglied der Gruppe, die das erste Frauenhaus in Dublin errichtete.
1977 kandidierte sie erfolglos als Unabhängige für einen Sitz im 21. Dáil Éireann. In den späten 1970ern kam sie zur Fine Gael und kandidierte für die Partei bei den Europawahlen 1979. 1981 wurde sie als Vertreterin für South Dublin für die Fine Gael in den 22. Dáil Éireann gewählt. Auch dem 23. und 24. Dáil gehörte sie an. Während des 24. Dáil Éireann war sie Staatsministerin des Taoiseach. Bei den Wahlen zum 25. Dáil Éireann am 17. Februar 1987 konnte Fennell ihr Mandat nicht erneut verteidigen. Stattdessen wurde sie am 20. Februar von Garret FitzGerald für den 17. Seanad Éireann nominiert, da dort einige Sitze durch die Dáil-Wahlen vakant geworden waren. Bei den kurze Zeit später stattfindenden Senatswahlen wurde sie im Amt bestätigt. Fennell gehörte nun dem 18. Seanad Éireann an, schied jedoch im Juni 1989 aus ihm aus, als sie in den 26. Dáil Éireann gewählt wurde. 1992 zog sie sich nach dem Ende der Legislaturperiode aus der Politik zurück und betrieb eine erfolgreiche Firma für Öffentlichkeitsarbeit.
Fennell war verheiratet und hatte drei Kinder.